# Azararäv
Azararäv eller paraguayansk räv (Lycalopex gymnocercus) är ett rovdjur i familjen hunddjur (Canidae). Vissa auktoriteter behandlar den dock inte som en självständig art utan som en underart till Magellanräv (Lycalopex culpaeus). Azararäven är en allätare som förekommer på Sydamerikas grässtäpper och livnär sig främst av ryggradsdjur och växtdelar.

## Utseende
Azararäven har en längd på 54-74 centimeter, och hanarna är i genomsnitt något större än honorna. Mankhöjden ligger vid 40 centimeter och vikten mellan 4 och 6,5 kilogram (sällsynt ända upp till 8 kg). Pälsens färg är huvudsakligen gråaktig medan huvudet är mera röd- till vitaktig. Ofta förekommer otydliga svarta markeringar på kroppen. De trekantiga öronen mäter 6–9 cm och är jämförelsevis stora. Den yviga svansen har en svart spets.

## Systematik, utbredning och habitat

### Systematik
Azararäven är ett rovdjur i familjen hunddjur. Vissa auktoriteter behandlar den inte som en självständig art utan som en underart till Magellanräv (Lycalopex culpaeus) men standardverket Mammal Species of the World listar azararäven som självständig art. Den placeras idag oftast i släkte Lycalopex men ibland i släkte Pseudalopex. Trivialnamnet syftar på den spanska naturforskaren Félix de Azara.

### Utbredning och habitat
Denna räv lever på pampas, det vill säga Sydamerikas grässtäpper, och mer sällan även i buskmarker och öppna skogar. Den förekommer i Paraguay, Uruguay, östra Bolivia och sydöstra Brasilien samt i norra och östra Argentina så långt norr ut som Rio Negro. Utbredningsområdena för andra rävarter inom samma släkte är, i förhållande till azararävens utbredningsområde, klinala och kan sällan klart avgränsas.

### Underarter
Inom arten beskrivs ibland 5 och ibland 3 underarter men avgränsningen mellan dessa är inte helt utredd och hybrider är vanliga.
- P. g. gymnocercus (G. Fischer, 1814) - förekommer från nordöstra Argentina över Uruguay, Paraguay och östra Bolivia till sydvästra Brasilien.
- P. g. antiquus (Ameghino, 1889) - förekommer i centrala Argentina.
- P. g. lordi - förekommer i provinserna Salta och Jujuy i Argentina.

## Ekologi
I regioner där azararäven förföljs av människan jagar den huvudsakligen på natten. I andra regioner jagar den även under dagtid. Arten är allätare och livnär sig bland annat av små till medelstora ryggradsdjur, insekter, kräftdjur, as och frukter. Den har bra anpassningsförmåga vad gäller föda men föredrar troligen små däggdjur. Normalt jagar den ensam.
Hannar och honor bildar monogama par men utanför parningstiden lever de oftast ensamma. För ett par dokumenterades ett cirka 45 hektar stort revir. Territoriet markeras med avföring, ofta där redan en Geoffroys katt eller en trynskunk (Conepatus chinga) har lämnat sin avföring. För kommunikationen har de högljudda läten.
Azararäven bygger sällan eget bo. Oftast utnyttjar den istället bon som lämnats av andra djur eller naturliga håligheter bland trädrötter eller klippor. Honan föder tre till fem ungdjur mellan oktober och december efter 55 till 60 dagars dräktighet. Ungarna lämnar boet efter ungefär tre månader och båda föräldrarna tar hand om ungarna. Unga honor kan para sig redan under första levnadsåret.
Puman och förvildade tamhundar kan ibland döda azararäv. Vilda individer lever vanligen inte länge men djur i fångenskap har blivit upp till 14 år gamla.

## Azararäven och människor
Arten betraktas som skadedjur på får, getter och höns varför den jagas med skjutvapen och fällor. Lokalt kan bönder betala prispengar för dödade azararävar. Liksom pampasräven jagas arten även för pälsens skull och ofta skiljer man inte mellan de båda arterna på pälsmarknaden. Allmänt minskade pälsförsäljningen sedan 1980-talet. Azararäven faller ofta offer för trafikolyckor men noggranna uppgifter saknas. Trots allt ökar beståndet något då arten har lätt att anpassa sig till människans landskapsförändringar. IUCN listar därför arten som livskraftig (lc).
På engelska heter azararäven "pampas fox" medan det svenska trivialnamnet pampasräv används för arten Lycalopex griseus.